# Verbena aristigera
Verbena aristigera — вид трав'янистих рослин родини Вербенові (Verbenaceae), поширений у Південній Америці.

## Опис

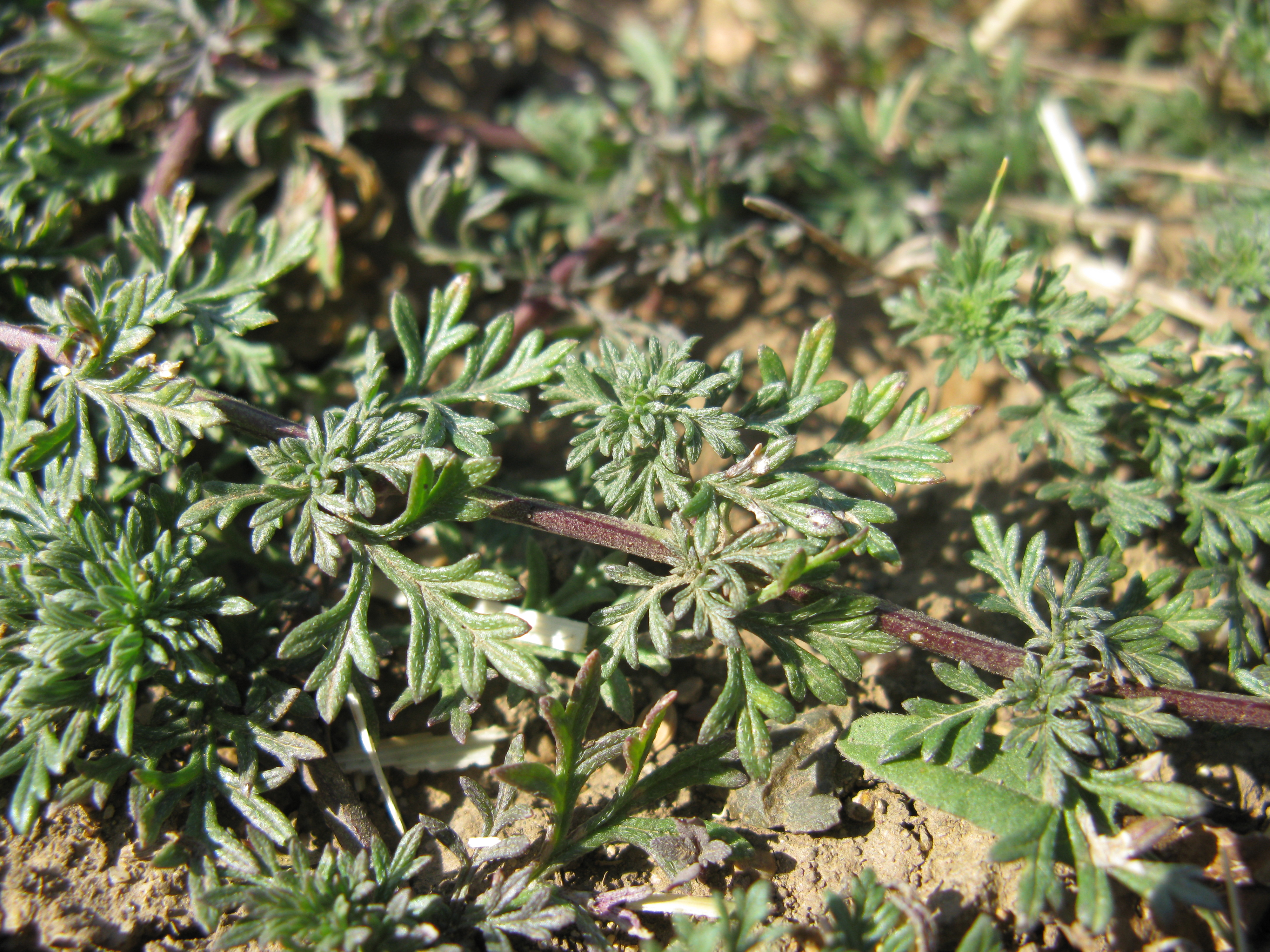
стебло, листя

Багаторічна трава висотою 10–80 см. Стебла часто біля основи деревні, запушені чи розсіяно запушені чи ледь запушені, іноді вкорінюються в нижніх вузлах, тетрагональні. Листки черешкові, 2–3.5 × 2–3 см, ± трикутні або яйцеподібні в обрисі, 2-перисторозсічені або 3-секційні з сегментами, також перисто-розсіченими або 3-секційні; кінцеві сегменти довжиною до 1 см завдовжки й 1 мм ушир, лінійні, від тупих до гострих; пластина дещо товста, від щетинисто-запушеної до майже голої на обох поверхнях, іноді з коричневими залозами, ціла або зубчаста; черешок до 2 см завдовжки. 
Суцвіття багатоквіткове. Чашечка довжиною 7.5–9 мм, трубчаста, густо запушена білими волосками й рідкими темними залозками; зубчики довжиною 0.75–2 мм. Віночок ліловий, бузковий, лілово-блакитний, пурпуровий, пурпурно-червоний, темно-рожевий або іноді білий; трубка довжиною 10–11 мм. Мерикарпій завдовжки 3.5 мм, чорний, смугастий.

## Поширення
Країни поширення: Бразилія, Болівія, Перу, Аргентина, Парагвай, Уругвай; інтродукований та натуралізований у Греції, Каліфорнії, Центральній Америці, Африці, Індії, Австралії.